# Laguna Querococha
La laguna Querococha es una masa de agua de origen glaciar ubicada en la Cordillera Blanca en la región Áncash en Perú, tiene un color verde oscuro y se encuentra con algunos bosquecillos de queñuales alrededor. Está situada a 57 kilómetros al suroeste de la ciudad de Huaraz, a una altitud de 3972 m s.n.m.

## Toponimia
Su nombre puede venir de las palabras Quechuas qiru: vaso ceremonial para beber o q'iru: madera, y qucha: lago.

## Ubicación
La laguna Querococha se ubica en la cuenca de Yanamarey dentro de a quebrada del mismo nombre en el parque nacional Huascarán, en los distritos de Ticapampa y Cátac, dentro de la provincia de Recuay. Querococha se encuentra en el lado oeste de la Cordillera Blanca, al suroeste de las montañas glaciares Yanamarey y Pucaraju, y al noroeste de los nevados Mururaju y Queshque y al este de la ciudad de Recuay.

## Hidrología
La laguna Querococha se abastece de la lluvia y de los glaciares de la cuenca del Yanamarey, sin embargo existe una conjunción de actores con intereses particulares, que junto con la topografía del lugar está creando una escasez de agua. Los cambios en el clima siguen siendo más visibles en esta zona por el retroceso de los glaciares.
Actualmente, desde la orilla de Querococha se puede apreciar la montaña Pucaraju, cubierta sólo eventualmente con nieve y con su color rojo característico, así como el Yanamarey, con su lengua de nieve a unas horas de caminata de Querococha.